# 하늘소과
하늘소과(Cerambycidae)는 딱정벌레목의 한 과이다. 긴 더듬이가 특징이다. 한국에는 장수하늘소를 비롯하여 300종 정도가 알려져 있다. 애벌레는 나무속에서 나무를 갉아먹으면서 사는데, 천적으로는 딱따구리와 맵시벌 등이 있다.

## 특징
몸길이는 2mm가 채 안 되는 것에서부터 15cm가 넘는 것까지 있다. 더듬이가 긴 것이 특징이며, 그 중 긴수염하늘소 수컷 더듬이는 13cm나 되며 대개 11~12마디로 된 실 모양이다. 수컷에는 톱니모양 또는 빗살모양도 있다. 몸은 가늘고 긴 원통형에 가깝다. 날개는 딱딱하며 겹눈은 콩팥형, 복부는 5마디이며 발목마디 아래에 강한 빨판이 있다. 더듬이는 매우 길며, 강한 턱이 특징이다. 앞가슴과 가운뎃가슴에 있는 발음기를 마찰하여 소리를 낸다.

## 생태
성충은 4~9월에 나타나 꽃, 수액, 나뭇가지, 식물의 잎 등을 먹고 산다. 유충은 썩은 나무 등을 먹고 산다. 이 때문에 성충이 나무에 알을 낳기 때문에 나무굼벵이라 한다. 유충은 머리는 작고 가슴은 넓적하다. 유충의 몸은 흰색에 원통형으로 주둥이가 꽤 단단하여 나무 속을 파먹어들어가 목재에 해를 끼친다. 그러나 한약재로 쓰이는 것도 많다.
한 때 미국에서는 중국에서 넘어온 유리알락하늘소가 나무에 해를 준 적도 있다. 한국에도 유리알락하늘소가 서식하고 있으나 큰 피해는 주지 않으며, 오히려 솔수염하늘소가 소나무재선충의 매개체로 소나무 자생지에 큰 피해를 주고 있다.

## 하위 분류
- 하늘소아과 (Cerambycinae Latreille, 1802)
- 검정하늘소아과 (Spondylidinae Audinet-Serville, 1832 )
- 꽃하늘소아과 (Lepturinae Latreille, 1802)
- 목하늘소아과 (Laminae Latreille, 1825)
- 톱하늘소아과 (Prioninae Latreille, 1802)
- Apatophyseinae Lacordaire, 1869
- Dorcasominae Lacordaire, 1869
- Necydalinae Latreille, 1825
- Oxypeltinae Lacordaire, 1869
- Paradrinae Blanchard, 1845
- Philinae Thomson, 1861
- Vesperinae Mulsant, 1839

대부분의 종(90.5%)이 하늘소아과와 목하늘소아과에 몰려있다.

## 사진첩

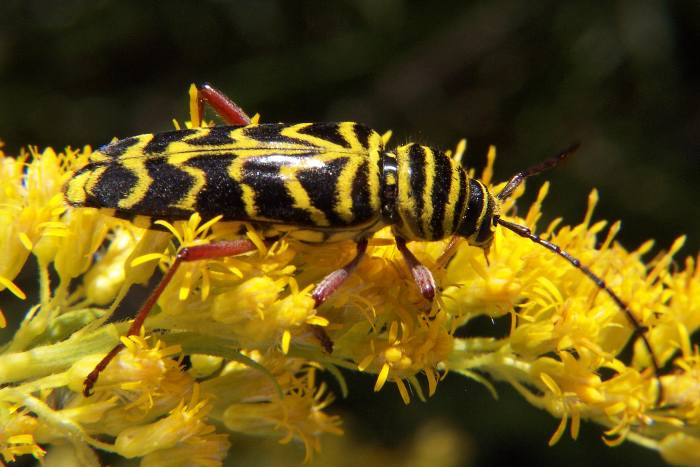
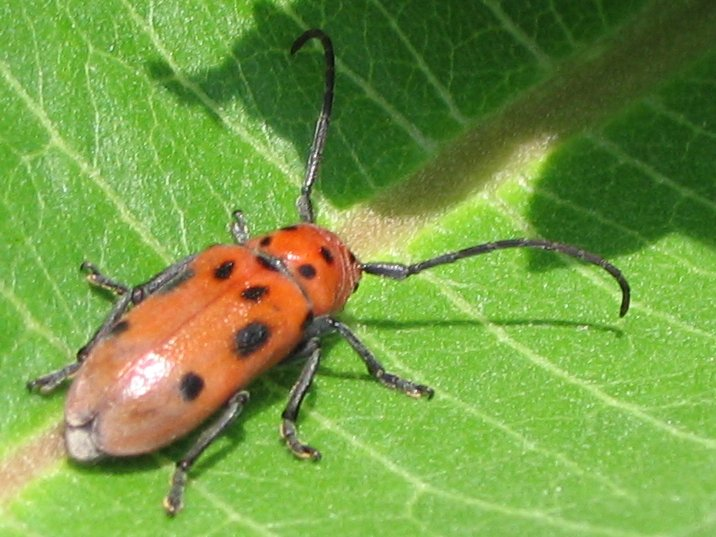
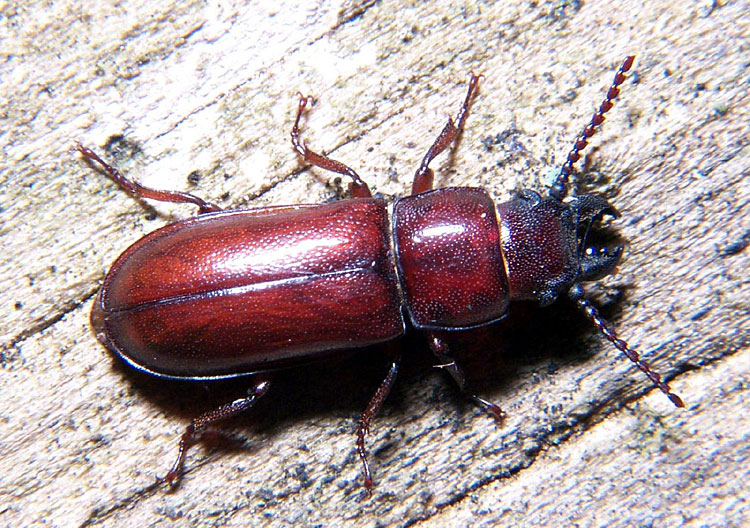
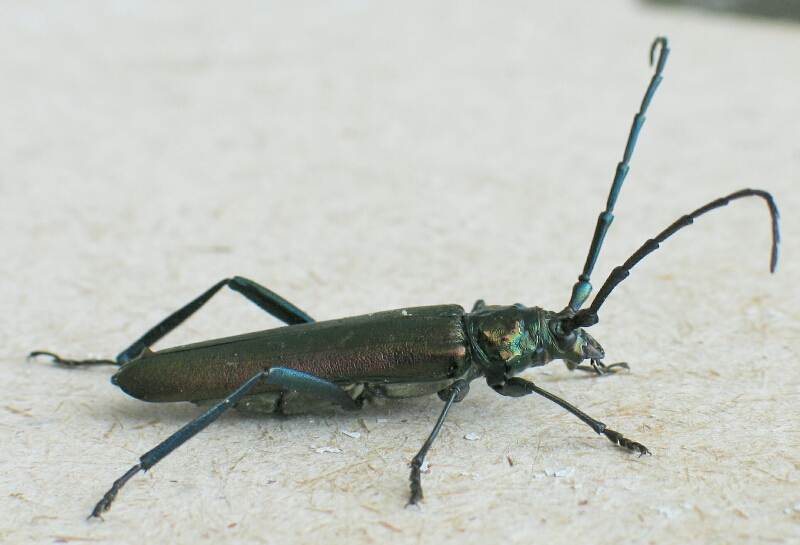
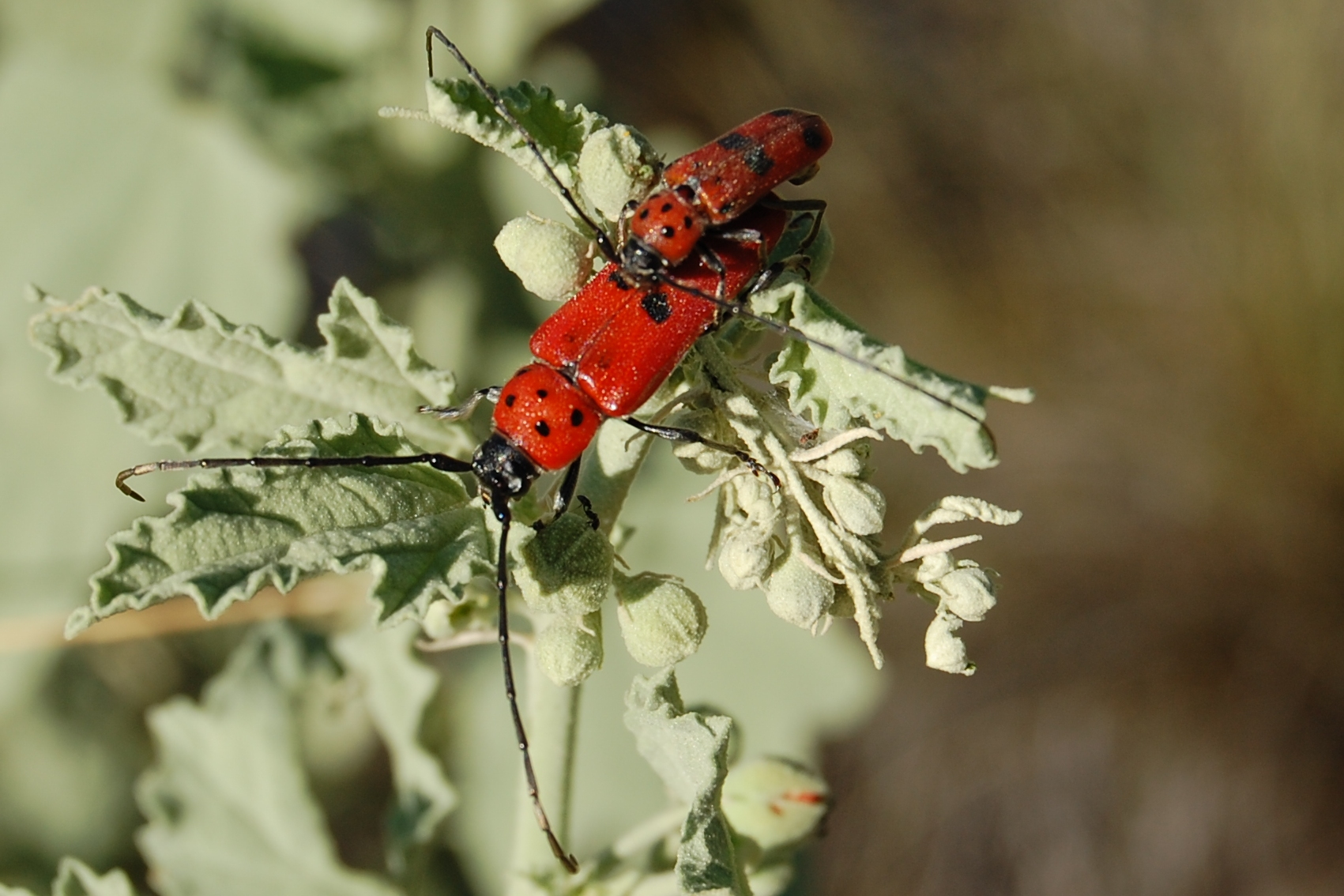
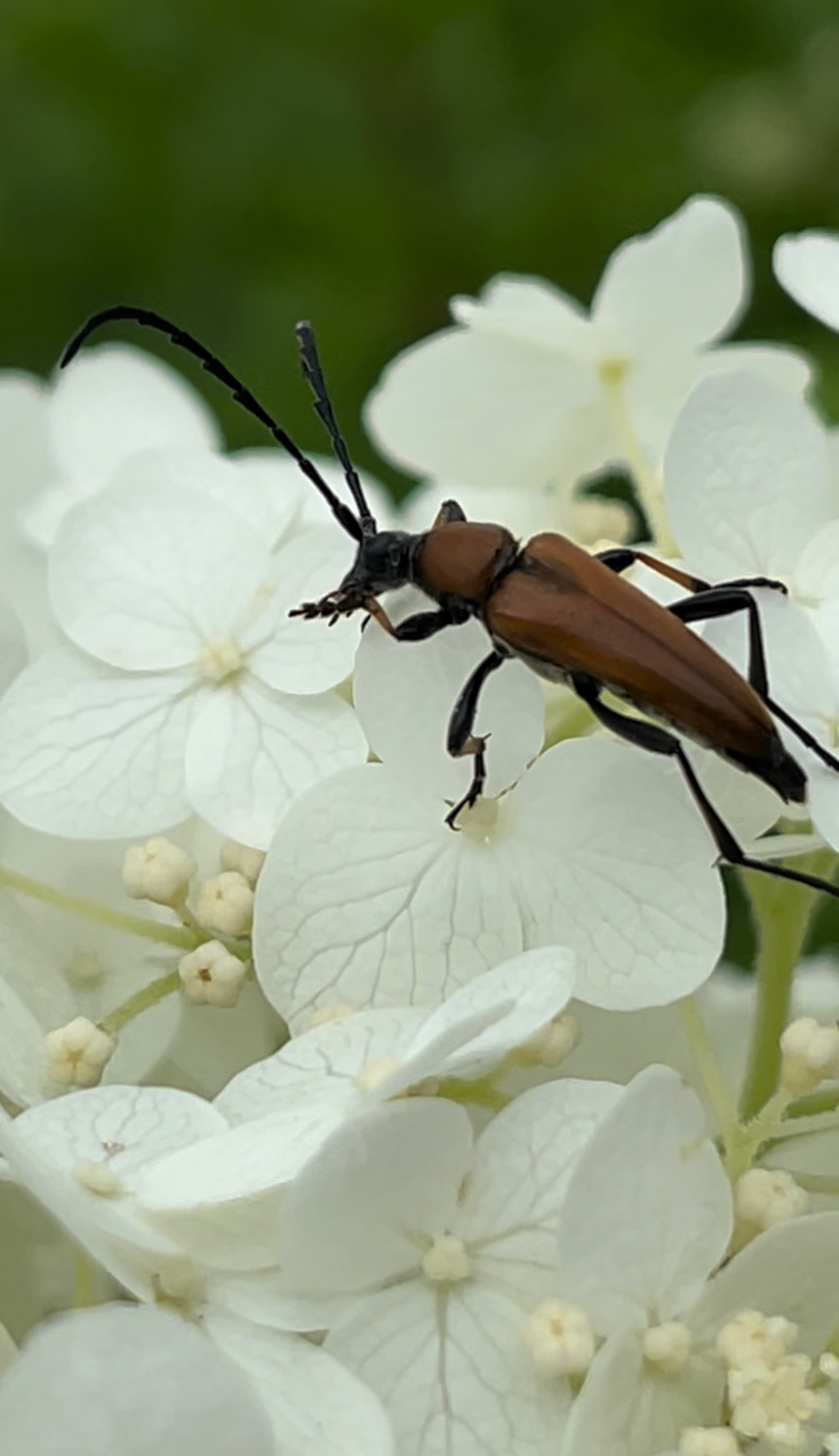